# Distintivo d'oro del Partito Nazionalsocialista Tedesco dei Lavoratori
Il distintivo d'oro del Partito Nazionalsocialista Tedesco dei Lavoratori fu il contrassegno d'appartenenza conferito ai primi iscritti al Partito nazista in Germania e, successivamente, a titolo di merito, ai membri più recenti dello stesso.

## Storia
La distinzione venne inizialmente riservata ai membri del partito con numero di tesseramento inferiore a 100 000: il numero della tessera era marcato sul retro del distintivo. I pochi distintivi successivamente concessi ai membri del partito che si fossero particolarmente distinti riportavano invece sul retro la sigla "A.H" e la data del conferimento, come anche i rari esemplari concessi come segni di apprezzamento personale da parte di Hitler a non iscritti al partito, quali il Generalfeldmarshall Wilhelm Keitel (1939) ed il Grossadmiral Karl Dönitz (1943).
Questo distintivo non era una decorazione di stato, ma piuttosto un'insegna di partito anche se dopo il 1933 assunse a tutti gli effetti un valore di decorazione con un sempre crescente numero di persone venute ad ingrossare le file del Partito Nazista.
Il distintivo di Hitler riportava il numero "1" e venne donato a Magda Goebbels nel suo bunker poche ore prima di suicidarsi. Nel 1996 i servizi segreti russi (FSB) informarono di essere in possesso della spilla appartenuta ad Adolf Hitler. Questa insegna è stata rubata il 30 giugno 2005 durante una mostra sul 60º anniversario della fine della Seconda guerra mondiale in Russia.

## Insegna
L'insegna consisteva in un tondo di 25 mm di diametro per uso civile e 30,5 mm di diametro per uso militare, attorniato da una corona d'alloro in oro, all'interno della quale stava un anello bianco, all'interno del quale era posto un anello smaltato di bordeaux con la scritta "NATIONAL-SOZIALISTISCHE-D.A.P.". Il cerchio centrale consisteva in una svastica nera su fondo bianco.
Il nastrino del distintivo, da utilizzare in sua vece sulle uniformi militari, era costituito da una striscia d'alloro color oro per ogni lato, all'interno del quale stava una fascia bianco-bordeaux-bianco ed avente in centro la svastica nera.

## Famosi insigniti
- Adolf Hitler
- Joseph Goebbels
- Hermann Göring
- Heinrich Himmler
- Reinhard Heydrich
- Rudolf Hess
- Wilhelm Keitel
- Albert Speer
- Richard Walther Darré
- Joachim von Ribbentrop
- Viktor Lutze
- Hans Frank
- Konstantin von Neurath
- Franz Schwarz
- William Shepman
- Ernst Röhm
- Erhard Milch
- Franz von Epp
- Theodor Eicke
- Artur Axmann
- Alfred Meyer
- Otto-Heinrich Drechsler
- Hinrich Lohse
- Robert Ley
- Odilo Globočnik
- Max Amann
- Philipp Bouhler
- Karl Wahl
- Walther Funk
- Otto Georg Thierack
- Hans Lammers
- Franz Gürtner
- Arthur Seyss-Inquart
- Erich Raeder
- Eduard Dietl
- Ferdinand Schemer
- Ernst Kaltenbrunner
- Hans Guenther
- Hans Pryuttsman
- Kurt Daluege
- Paul Hausser
- Josef Dietrich
- Horst Wessel
- Karl Dönitz
- Walther von Brauchitsch
- Werner von Blomberg
- Lothar Rendulic
- Erich von dem Bach
- Magda Goebbels
- Paul Thümmel
- Oskar Schindler
- Hjalmar Schacht